# Прентісс (Міссісіпі)
Прентісс (англ. Prentiss) — місто (англ. town) в США, в окрузі Джефферсон-Девіс штату Міссісіпі. Населення — 976 осіб (2020).

## Географія
Прентісс розташований за координатами 31°35′49″ пн. ш. 89°52′17″ зх. д. / 31.59694° пн. ш. 89.87139° зх. д. (31.596902, -89.871454).  За даними Бюро перепису населення США в 2010 році місто мало площу 4,93 км², уся площа — суходіл. В 2017 році площа становила 7,75 км², уся площа — суходіл.

## Демографія
Згідно з переписом 2010 року, у місті мешкала 1081 особа в 426 домогосподарствах у складі 276 родин. Густота населення становила 219 осіб/км².  Було 498 помешкань (101/км²).
Расовий склад населення:
| - 60,3 % — білих - 37,3 % — чорних або афроамериканців - 0,6 % — корінних американців - 0,4 % — азіатів |

До двох чи більше рас належало 0,9 %. Частка іспаномовних становила 0,6 % від усіх жителів.
За віковим діапазоном населення розподілялося таким чином: 18,6 % — особи молодші 18 років, 56,5 % — особи у віці 18—64 років, 24,9 % — особи у віці 65 років та старші. Медіана віку мешканця становила 47,0 року. На 100 осіб жіночої статі у місті припадало 89,6 чоловіків;  на 100 жінок у віці від 18 років та старших — 84,5 чоловіків також старших 18 років.
Середній дохід на одне домашнє господарство  становив 40 534 долари США (медіана — 30 433), а середній дохід на одну сім'ю — 48 433 долари (медіана — 33 846). За межею бідності перебувало 37,6 % осіб, у тому числі 37,6 % дітей у віці до 18 років та 40,2 % осіб у віці 65 років та старших.
Цивільне працевлаштоване населення становило 319 осіб. Основні галузі зайнятості: освіта, охорона здоров'я та соціальна допомога — 31,3 %, виробництво — 18,2 %, транспорт — 12,2 %, роздрібна торгівля — 9,4 %.